# 핀란드 협동조합중앙회
핀란드 협동조합중앙회(핀란드어: Suomen Osuuskauppojen Keskuskunta; SOK), 별칭 애스뤼흐매, S 그룹(핀란드어: S-ryhmä, 스웨덴어: S-gruppen)는 핀란드의 소매업 협동조합이다. 핀란드 전역에 22개 지회가 있고 중앙회 사옥는 핀란드에 있다. 취급하는 품목은 식료품, 소비재, 주유소, 숙박업, 요식업, 자동차 판매업에 이른다.